# 나뚜루
나뚜루는 1998년 롯데웰푸드가 출시한 대한민국의 아이스크림 브랜드이다. 2011년 10월 1일에 롯데제과는 나뚜루 사업부문을 분할해 '롯데나뚜루주식회사' 프랜차이즈 전문기업을 설립하였다. 2011년 12월 1일 (주) 롯데리아(현 : 롯데지알에스)가 롯데나뚜루주식회사를 흡수, 합병하였다. 2012년 나뚜루는 20대 디저트를 공략하여 나뚜루 확장 브랜드 나뚜루 팝(NatuurPOP)을 프리 런칭하였다.

## 같이 보기
- 롯데리아